# ناتاليا اليموفا
ناتاليا اليموفا (من مواليد 6 فبراير 1978 في سانت بطرسبرغ ) ، هي لاعبة كرة طائرة  روسية. 
لعبت مع منتخب روسيا للسيدات للكرة الطائرة . شاركت في بطولة أوروبا للكرة الطائرة للسيدات لعام 2005 ، وفي بطولة أوروبا للكرة الطائرة للسيدات لعام 2007 . 

## الأندية
| النادي                                  | من عند    | إلى       |
| --------------------------------------- | --------- | --------- |
| وصلة=\|حدود روسيا TTU سان بيتسبورج      | 1995-1996 | 1996-1997 |
| وصلة=\|حدود روسيا إكران سانت بيتسبورج   | 1997-1998 | 1997-1998 |
| وصلة=\|حدود روسيا TTU سان بيتسبورج      | 1998-1999 | 2000-2001 |
| وصلة=\|حدود روسيا MGFSO موسكو           | 2001-2002 | 2001-2002 |
| وصلة=\|حدود إيطاليا جونسون ماتي سبيزانو | 2002-2003 | 2002-2003 |
| وصلة=\|حدود روسيا لينينغرادكا           | 2003-2004 | 2010-2011 |
| وصلة=\|حدود روسيا Zaretchie Odintsovo   | 2011-2012 | 2011-2012 |
| وصلة=\|حدود روسيا Fakel Novy Ourengoï   | 2012-2013 | 2013-2014 |
| وصلة=\|حدود روسيا لينينغرادكا           | 2015-2016 | 2015-2016 |

## روابط خارجية
- ناتاليا اليموفا على موقع الاتحاد الأوروبي (الإنجليزية)
- ناتاليا اليموفا على موقع قاعدة بيانات الكرة الطائرة الشاطئية (الإنجليزية)
- ناتاليا اليموفا على موقع دوري الدرجة الأولى الإيطالي للكرة الطائرة - سيدات (الإيطالية)
- ناتاليا اليموفا على موقع أوليمبيديا (الإنجليزية)

- "FIVB - 2008 Women's Volleyball Olympic Games". fivb.org. مؤرشف من الأصل في 2018-02-10. اطلع عليه بتاريخ 2018-02-10.
- "Алимова Наталья – Ленинградка". leningradka.spb.ru. مؤرشف من الأصل في 2019-09-05. اطلع عليه بتاريخ 2018-02-10.